# Мезигер
Мезигер (њем. Meesiger) општина је у њемачкој савезној држави Мекленбург-Западна Померанија. Једно је од 69 општинских средишта округа Демин. Према процјени из 2010. у општини је живјело 278 становника. Посједује регионалну шифру (AGS) 13052051.

## Географски и демографски подаци
Мезигер се налази у савезној држави Мекленбург-Западна Померанија у округу Демин. Општина се налази на надморској висини од 33 метра. Површина општине износи 9,0 km². У самом мјесту је, према процјени из 2010. године, живјело 278 становника. Просјечна густина становништва износи 31 становника/km².